# Kimi Linnainmaa
Kimi Linnainmaa (Helsinki, 11 aprile 1994) è un giocatore di football americano finlandese, che gioca come wide receiver per i Vienna Vikings.
Dopo aver giocato nella giovanile degli Helsinki Roosters e nella squadra universitaria canadese dei Concordia Stingers passa in prima squadra agli stessi Roosters; gioca la stagione 2019 in CFL ai Toronto Argonauts per poi tornare ai roosters e si trasferisce nel 2021 ai Potsdam Royals. Dal 2022 gioca nei Vienna Vikings (si è ritirato nel 2023 ma è tornato in campo l'anno successivo).

## Palmarès
- 6 Vaahteramalja (Helsinki Roosters: 2012, 2013, 2014, 2015, 2016, 2018)
- 1 ELF Championship Game (Vienna Vikings: 2022)